# Филип Вишњић
Филип Вишњић (1767 — 1834) је један од најпознатијих српских гуслара и твораца српских народних песама.
Филип Вишњић је рођен на Мајевици, у селу Горња Трнова, код Угљевика, где је планирана изградња реплике његове родне куће. Ослепевши од великих богиња још као дете, Вишњић је постао професионални певач. С гуслама у рукама је путовао по читавом Босанском пашалуку, па и даље, све до Скадра. По селима и на манастирским саборима певао је Србима, а пролазећи кроз градове певао је на дворовима турских првака. Две публике тражиле су различите песме тако да је Вишњић имао два различита репертоара, један за своје хришћанске а други за муслиманске слушаоце. Његове песме о Светом Сави карактеристичне су за манастирски, хагиографски репертоар слепих певача.

## Живот
Био је из богате породице Вилића. Отац му је рано умро. Преудавши се у село Међаше, мајка је четворогодишњег сина одвела са собом. По њеном надимку — Вишња — Филип ће добити презиме.
У осмој години Филип Вишњић је прележао богиње које су му оставиле ожиљке на лицу и одузеле му вид. Године 1787. Вилиће је задесила несрећа. Свративши њиховој кући, некакви Турци насилници ударе на част једне жене, лепе Ђурђије. Да се освете за нанету штету, Вилићи једног Турчина посеку, а другог обесе пред кућом, о шљиву уларом с његова коња. Казна их убрзо стигне. Сви одрасли мушкарци, три стрица и један стричевић, били су одведени у Зворник и убијени. Породици су одузели царско право и име Вилића се скоро затрло.
На староме огњишту више није било хлеба за Филипа, а ни на новоме јер му је тих година умрла и мајка. Научивши да свира у гусле, младић је напустио Међаше, потуцајући се друмовима и песмом просећи хлеб. Путовао је годинама обишавши Босански пашалук, Херцеговину, дошао до Скадра. У селима и око манастира певао је хришћанској раји, а свраћао је и на дворове муслиманских првака који су га примали с поштовањем.

## Стваралаштво
Поред тога што је био редактор старих песама, Филип Вишњић је био и творац нових песама. Између осталих његових песама, истичу се следеће:
- Смрт Краљевића Марка; једна од најбољих песама о најпопуларнијем јунаку српског епоса
- Две песме хагиографског карактера, о Светом Сави
- Хајдучка песма о мегдану Баје Пивљанина и бега Љубовића
- Тринаест песама о Првом српском устанку

Тринаест песама „из Карађорђина времена“, заједно с још неколико мање значајних песама од других певача, чине последњи, устанички циклус српског народног епоса. Нове песме о новим догађајима стварали су и други певачи у то време, међу њима и један од највећих, Старац Рашко, али оне све заостају за песмама које су певали о старим временима. Филип Вишњић се, међутим, уздигао међу прве управо новим песмама.

## Тематика
Какве је песме певао турској публици није познато, но морале су то свакако бити муслиманске песме, о подвизима чувених босанских јунака. Извесне појединости у песмама с хришћанском тематиком посредно упућују на његово познавање муслиманске епике као и живота и схватања исламског света. На пример, у песми Смрт Марка Краљевића постоји посебан однос између јунака и његовог коња. Шарац плаче предосећајући да ће му господар умрети, а Марко га, пре смрти, убија и сахрањује („боље Шарца, нег брата Андрију“). Обе појединости, као што је показао Владан Недић (1981, 27), потичу од Турака, јер само у муслиманским песмама на Балкану коњи плачу због растанка с господарима и само су исламски ратници неговали обичај „захвалног сахрањивања коња“. И многи други детаљи у Вишњићевим песмама могу се схватити само ако се има у виду то његово познавање муслиманског света изблиза, познавање које је у појединим тренуцима прелазило у својеврсну песничку идентификацију с тим светом. Вишњић није само дао ликове турских насилника, Фочић Мехмед-аге, Кулин капетана и др., већ је сликао и ликове добрих Турака, какви су цар Мурат или старац Фочо који се очински брину о раји („него паз'те рају ко синове“ — тај необични политички савет даје цар Мурат својим везирима, на Косову, на самрти).
Неки моменти говоре да је певач имао слуха и за духовну културу исламског света. У песмама Старца Рашка тајне минулих и будућих времена читају се из „књига староставних“. Код Филипа Вишњића исту улогу имају муслиманске свете књиге, „књиге инџијеле“, како их песник назива. Понекад та склоност према туђем свету добија елегични призвук, као нпр. у дистиху „друмови ће пожељет Турака, а Турака ниђе бити неће“, у којима је у визију будућег ослобођења унесена носталгична перспектива пораженог непријатеља.

## Доба стваралаштва
Најважнији моменат у животу Филипа Вишњића био је његов прелазак у Србију 1809. године. До тог момента он није био саставио ниједне нове песме. Непосредни додир с устаничким збивањима био је тренутак његовог рађања као песника. Некада је лутао по земљи, певајући песме од старине, а сада се налазио на месту где се стварала историја. Дружио се с устаничким војводама, добијао награде и признања.
Живео је највише у близини дринског бојишта. Понекад се налазио у самој ватри окршаја. Тако се нашао у опседнутој Лозници, међу њеним браниоцима, о чему пева Сима Милутиновић Сарајлија у својој „Сербијанки“ (песма „Дика слијепаца“).

## Први српски устанак
Први српски устанак дочекао је у свом завичају. Слушао је како се турске војске скупљају на Дрини и одлазе да угуше буну, као и њихов бег након велике српске победе на Мишару. Са српском војском која се 1809. повлачила из Семберије избегао је Филип у Србију. Од тада ће слепи гуслар живети на дринском ратишту, крај Bојника. Наћи ће се некад усред окршаја, као 1810. када је својом песмом бодрио устанике да одбране Лозницу. После боја Вишњић је певао и Карађорђу, ћутљивом вожду, који је с њим проговорио неколико речи. Био је омиљен гост у кућама устаничких војвода, Луке Лазаревића и Стојана Чупића. Змај од Ноћаја је Вишњићу за песму Бој на Салашу даровао белца, па је неко време колима путовао по Србији.

## Период после Првог српског устанка
После пропасти Првог српског устанка, Филип Вишњић је прешао у Срем и настанио се у селу Грку, данашњем Вишњићеву. У овом селу је живео на сличан начин као и пре устанка, али у сасвим другачијим приликама; ишао је по селима и градовима широм Срема, Славоније, Бачке, Баната, певајући песме. Али сада је његов репертоар био сасвим различит. У њему су главно место заузимале песме о српској буни које је сам испевао.
У манастиру Шишатовцу, 1815. године, се нашао са Вуком Караџићем који је записао његових седамнаест песама, четири старе и тринаест нових, устаничких. У Шишатовцу је и касније Филип Вишњић често бивао гост код тадашњег водећег српског песника Лукијана Мушицког. Тим сусретима „српског Хомера“ и „српског Хорација“ дугујемо неколико података о Вишњићевом животу и начину рада. Мушицком је испричао како је стварао песме: питао је ратнике, када су се враћали с бојишта, ко је предводио, где су се тукли, ко је погинуо, против кога су ишли итд. (в. Недић, pp. 29).

## Класификација
Вишњићеве песме делимо у две групе:
- Песме о догађајима којима није лично присуствовао, него су се приче о овим догађајима преносиле са колена на колено
- Песме о догађајима чији је сведок био лично

Првој групи, између осталих, припадају и следеће песме:
- Почетак буне против дахија
- Бој на Чокешини
- Бој на Салашу
- Бој на Мишару

Из друге групе песама се издвајају следеће:
- Бој на Лозници
- Кнез Иван Кнежевић
- Милош Стоићевић и Мехо Оругџић
- Хвала Чупићева

Песме из прве скупине су уметнички више дограђене, пре свега „Почетак буне против дахија“ и први део песме „Бој на Мишару“, док се у другој скупини истиче песма особене вредности и значаја о кнезу Иву Кнежевићу.

## Наслеђе
Својим ослободилачким полетом Вишњић је најсличнији Петру II Петровићу Његошу, са којим га и иначе везује низ заједничких црта. Иако је стварао у традиционалним оквирима народне епике и служио се стандардним формулама и клишеима, Вишњић је умногоме прерастао те оквире и у најбољим својим тренуцима дао епику новог типа, устаничку, ослободилачку, револуционарну песму, са снажним индивидуалним обележјима. Он стоји на прелазу између усменог и књижевног стваралаштва, између народне песме и Његоша.
Умро је у Грку 1834. године. Сељаци су га сахранили у свом гробљу и на великој крстачи од храстовине урезали му гусле.